# Ala
|  | Per a altres significats, vegeu «Ala (desambiguació)». |

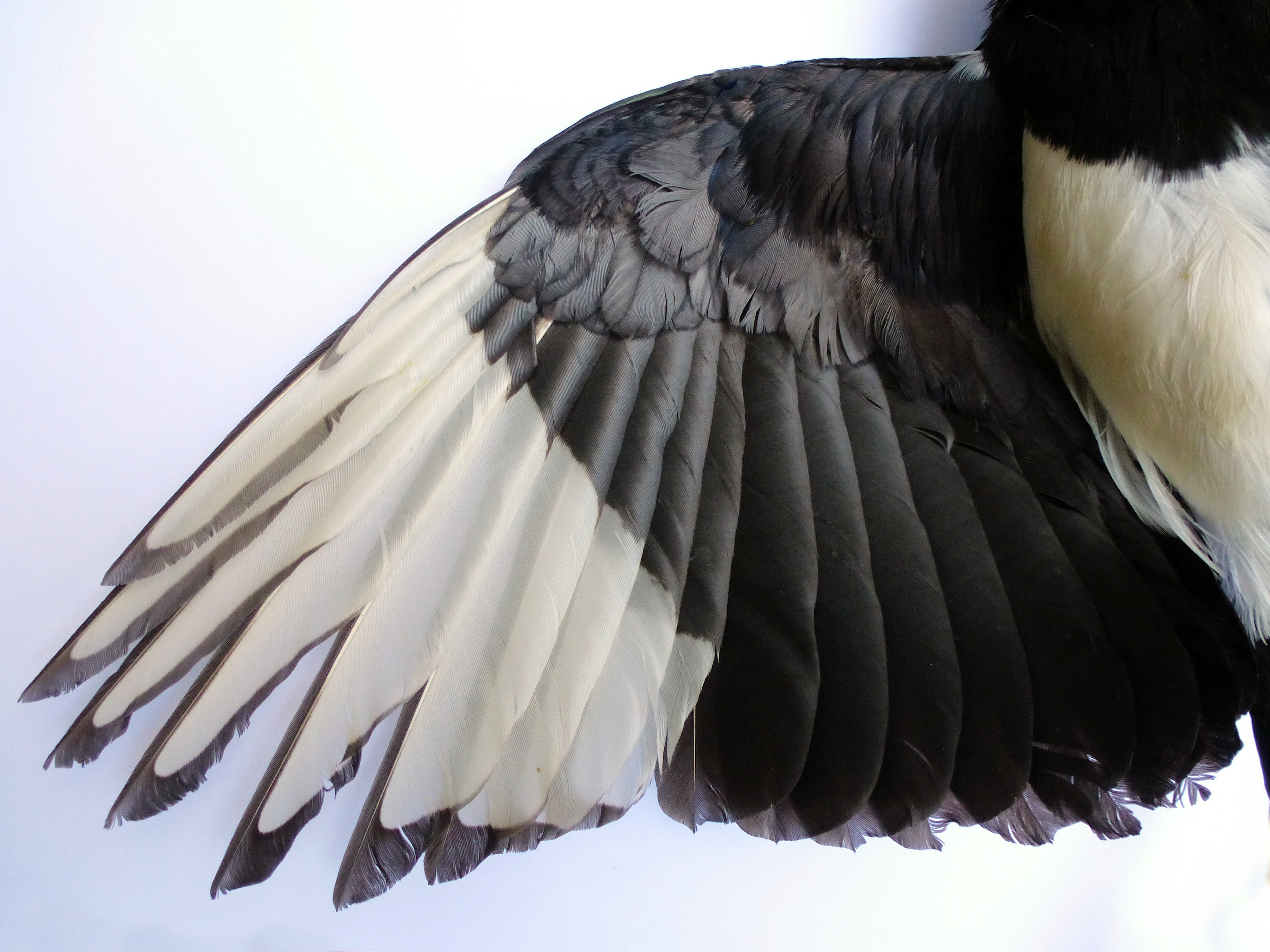
Ala d'una garsa eurasiàtica, que permet volar amb el bateig d'ales.

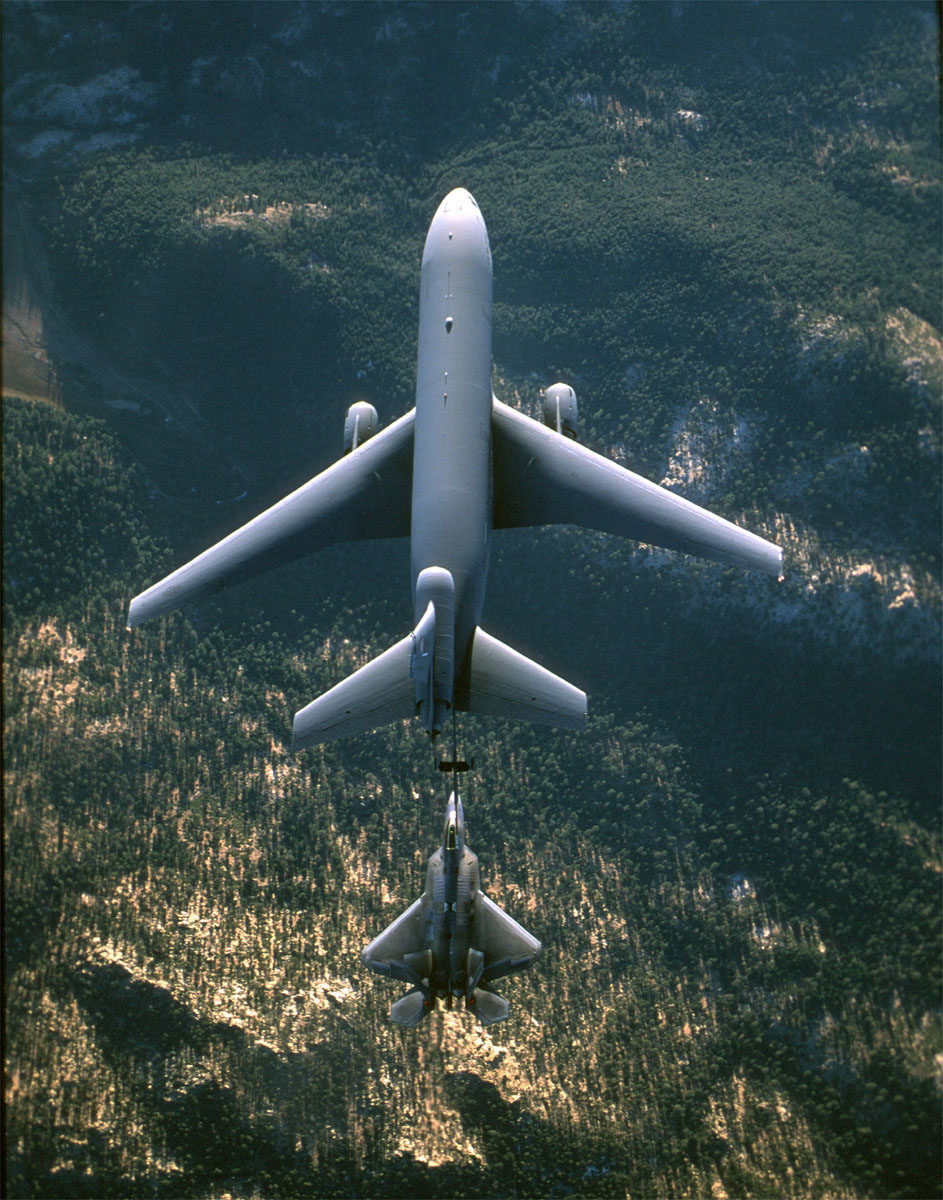
Un extensor KC-10 d'ala inclinada (a dalt) alimenta un F-22 Raptor d'ala trapezoidal.

Una ala és un tipus d'aleta que produeix sustentació mentre es mou a través de l'aire o algun altre fluid. Les ales tenen seccions transversals aerodinàmiques que estan subjectes a forces aerodinàmiques i actuen com a perfils aerodinàmics. L'eficiència aerodinàmica d'una ala s'expressa com la seva proporció d'elevació a arrossegament. La sustentació que genera una ala a una velocitat determinada i l'angle d'atac pot ser d'un a dos ordres de magnitud més gran que l'arrossegament total de l'ala. Més elevació requereix una empenta significativament menor per impulsar les ales per l'aire amb una sustentació suficient.
Les estructures d'elevació utilitzades a l'aigua inclouen diverses làmines, com ara hidroplans. La hidrodinàmica és la ciència que governa, més que l'aerodinàmica. Les aplicacions en submarins es produeixen en hidroavions, velers i submarins.

## Aerodinàmica

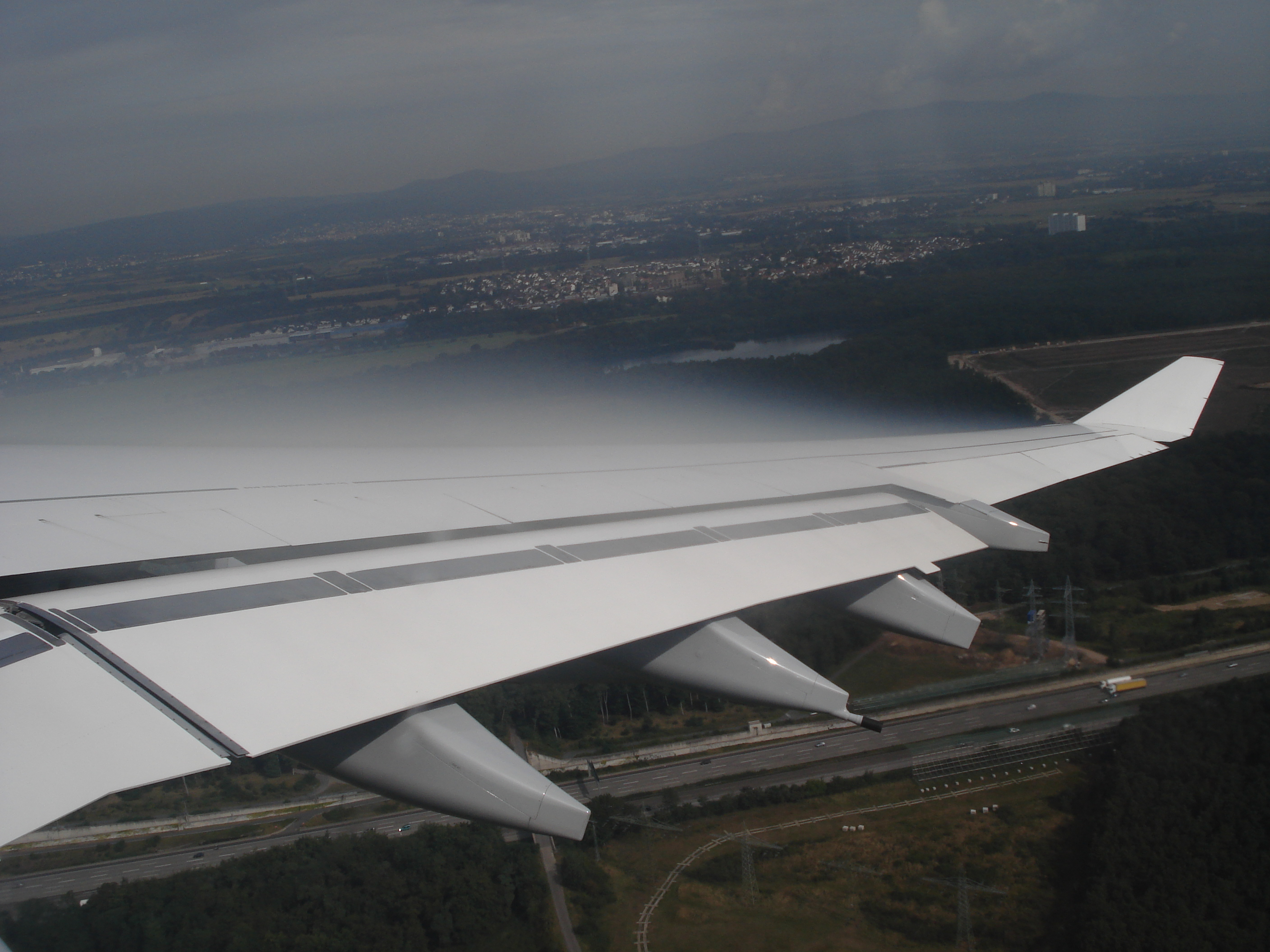
Condensació a la regió de baixa pressió sobre l'ala d'un Airbus A340, passant per aire humit.

Els flaps (verds) s'utilitzen en diverses configuracions per augmentar l'àrea de l'ala i augmentar la sustentació. En combinació amb els spoilers (vermell), les solapes maximitzen l'arrossegament i minimitzen l'elevació durant el rodatge d'aterratge.

El disseny i l'anàlisi de les ales dels avions és una de les principals aplicacions de la ciència de l'aerodinàmica, que és una branca de la mecànica de fluids. En principi, les propietats del flux d'aire al voltant de qualsevol objecte en moviment es poden trobar resolent les equacions de Navier-Stokes de la dinàmica de fluids. Tanmateix, llevat de geometries simples, aquestes equacions són notòriament difícils de resoldre i s'utilitzen equacions més simples.
Perquè una ala produeixi sustentació, ha d'estar orientada amb un angle d'atac adequat. Quan això passa, l'ala desvia el flux d'aire cap avall mentre passa per l'ala. Com que l'ala exerceix una força sobre l'aire per canviar la seva direcció, l'aire també ha d'exercir una força igual i oposada sobre l'ala.

### Forma de secció transversal
Un perfil aerodinàmic és la forma d'una ala, pala (d'hèlix, rotor o turbina) o vela (com es veu a la secció transversal). Les ales amb una secció transversal asimètrica són la norma en vol subsònic. Les ales amb una secció transversal simètrica també poden generar sustentació utilitzant un angle d'atac positiu per desviar l'aire cap avall. Els perfils aerodinàmics simètrics tenen velocitats d'aturada més altes que els perfils aerodinàmics inclinats de la mateixa àrea de l'ala però s'utilitzen en avions acrobàtics ja que proporcionen un rendiment pràctic tant si l'avió està en posició vertical com invertit. Un altre exemple són els velers, on la vela és una membrana fina sense diferència de longitud de camí entre un costat i l'altre.
Per a velocitats de vol pròximes a la velocitat del so (vol transònic), s'utilitzen perfils aerodinàmics amb formes asimètriques complexes per minimitzar l'augment dràstic de l'arrossegament associat al flux d'aire proper a la velocitat del so. Aquests perfils aerodinàmics, anomenats perfils aerodinàmics supercrítics, són plans a la part superior i corbats a la part inferior.

## Característiques de disseny

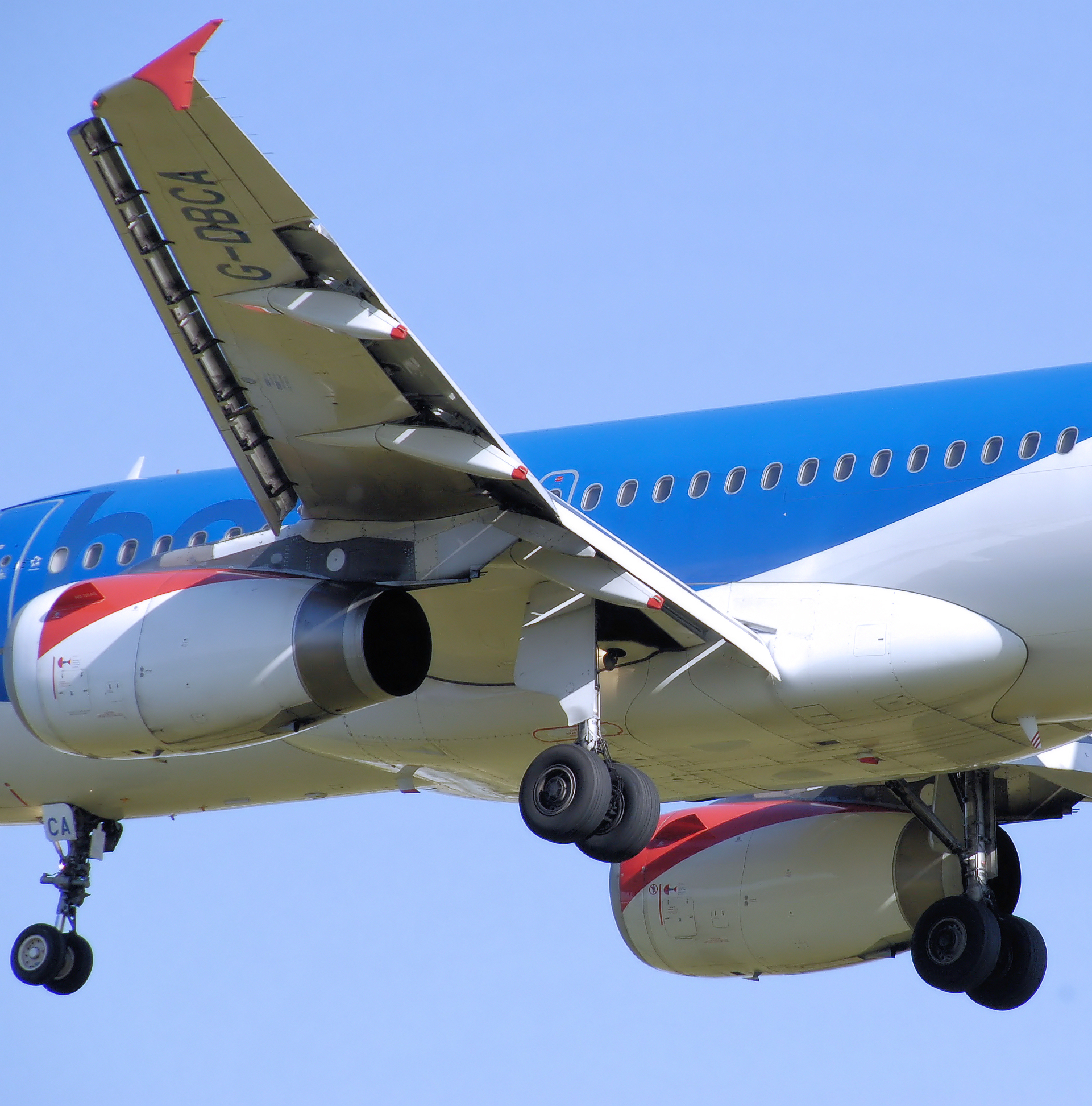
L'ala d'un aterratge BMI Airbus A319-100. Els llistons a la seva vora d'entrada i les solapes a la seva vora posterior s'estenen.

Les ales dels avions poden tenir algunes de les següents característiques:
- Una secció transversal arrodonida de la vora anterior
- Una secció transversal aguda de la vora posterior
- Dispositius d'avantguarda com ara llistons, ranures o extensions
- Dispositius de punta posterior com ara flaps o flaperons (combinació de flaps i alerons)
- Aletes per evitar que els vòrtexs de la punta de les ales augmentin l'arrossegament i disminueixin la sustentació
- El díedre, o un angle de l'ala positiu amb l'horitzontal, augmenta l'estabilitat de l'espiral al voltant de l'eix de rodatge, mentre que l'anèdric, o un angle de l'ala negatiu amb l'horitzontal, disminueix l'estabilitat de l'espiral.

Les ales dels avions poden tenir diversos dispositius, com ara flaps o llistons que el pilot utilitza per modificar la forma i la superfície de l'ala per canviar-ne les característiques operatives en vol.
- Alerons (generalment prop de les puntes de les ales) per fer rodar l'avió en sentit horari o antihorari al voltant del seu eix llarg
- Espòilers a la superfície superior per interrompre l'ascensor i per proporcionar una tracció addicional a una aeronau que acaba d'aterrar, però encara està en moviment.
- Els generadors de vòrtex mitiguen la separació del flux a baixes velocitats i angles d'atac elevats, especialment sobre superfícies de control.[11]
- Tanques d'ala per mantenir el flux connectat a l'ala aturant la separació de la capa límit de la direcció del rodet estesa.
- Les ales plegables permeten més emmagatzematge d'avions a l'espai reduït de la coberta de l'hangar d'un portaavions
- Ala de geometria variable o "ales oscil·lants" que permeten les ales esteses durant el vol a baixa velocitat (és a dir, l'enlairament i l'aterratge) i les ales en fletxa per al vol d'alta velocitat (incloent-hi el vol supersònic), com ara l'F-111 Aardvark, el F-14 Tomcat, el Panavia Tornado, el MiG-23, el MiG-27, el Tu-160 i els avions de guerra B-1B Lancer
- Tirades per millorar les característiques de vol
- Solapa de caiguda d'avantguarda, un dispositiu d'elevació elevada
- Carenats, estructures la funció principal de les quals és produir un contorn suau i reduir l'arrossegament. Per exemple, carenats de pista de solapa

Les ales poden tenir altres superfícies independents menors.

## Aplicacions i variants
A més dels avions d'ala fixa, les aplicacions per a les formes d'ala inclouen:
- Ala delta, que utilitzen ales que van des de totalment flexibles (parapents, paracaigudes planejants), flexibles (ales de vela emmarcades), fins a rígides.
- Estels, que utilitzen una varietat de superfícies per aconseguir l'elevació i mantenir l'estabilitat.[12]
- Models d'avió volant
- Helicòpters, que utilitzen una ala giratòria amb un angle de pas variable per proporcionar forces direccionals.[13]
- Hèlices, les pales de les quals generen sustentació per a la propulsió.
- El transbordador espacial de la NASA, que utilitza les seves ales només per planejar durant el seu descens a una pista. Aquest tipus d'avions s'anomenen avions espacials.[14]
- Alguns cotxes de carreres, especialment els de Fórmula 1, que utilitzen ales cap per avall (o perfils aerodinàmics) per proporcionar una major tracció a altes velocitats.[15]
- Velers, que utilitzen veles de tela flexible com ales verticals amb plenitud i direcció variables per moure's per l'aigua.
- Hidròpters, que utilitzen estructures rígides en forma d'ala per aixecar un vaixell fora de l'aigua per reduir l'arrossegament i augmentar la velocitat.

### En la natura
A la natura, les ales han evolucionat en insectes, pterosaures, dinosaures (ocells, escansoriopterígits) i mamífers (ratpenats) com a mitjà de locomoció. Diverses espècies de pingüins i altres aus aquàtiques que volen o que no volen, com els alcids, els corbs marins, les guillemots, les baldrigues, els ànecs i els petrells de busseig són àvids nedadors i utilitzen les seves ales per impulsar-se a través de l'aigua.
Formes d'ales a la natura

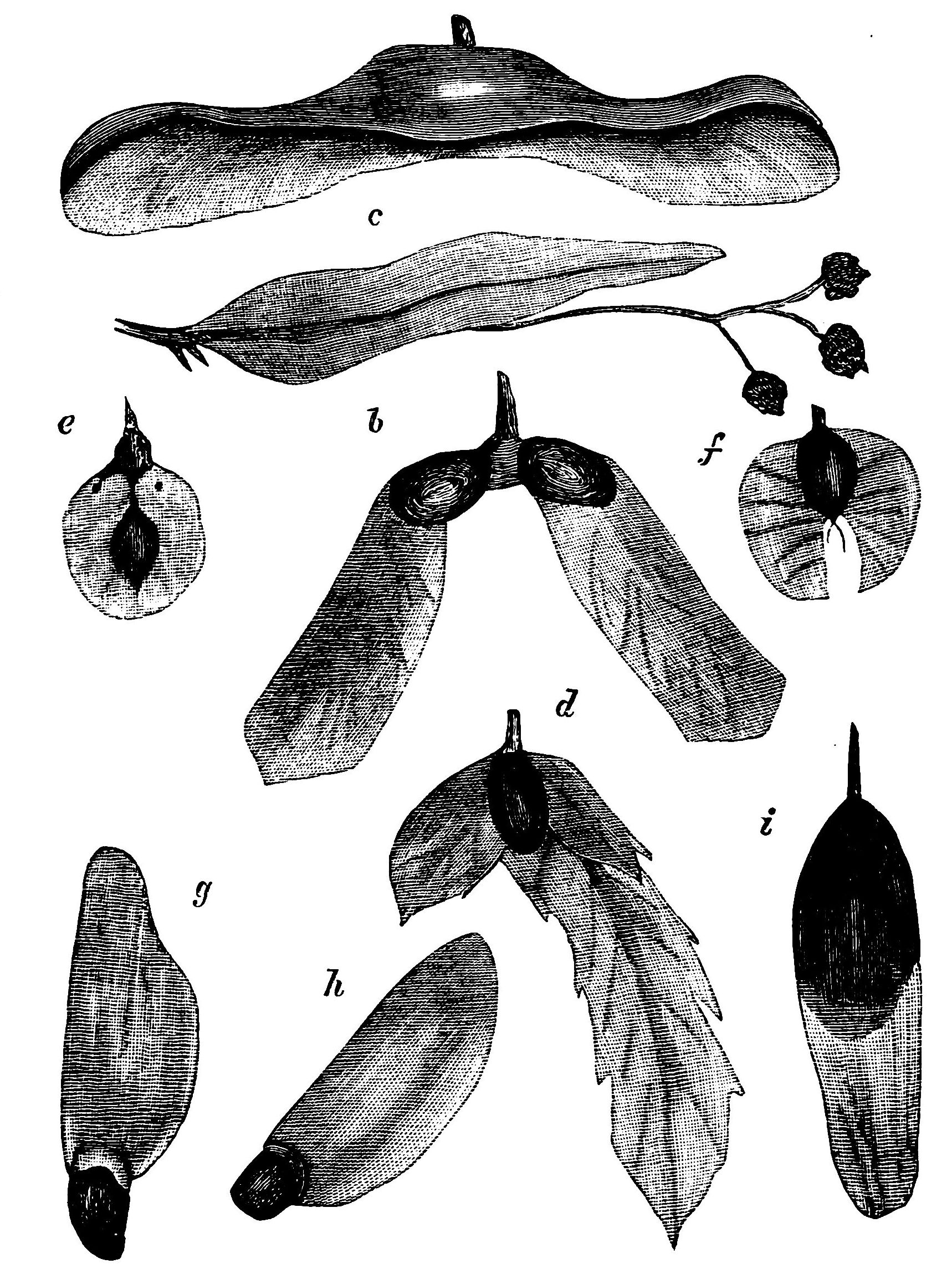
Llavors d'arbres alats que provoquenautorrotacionsen baixada
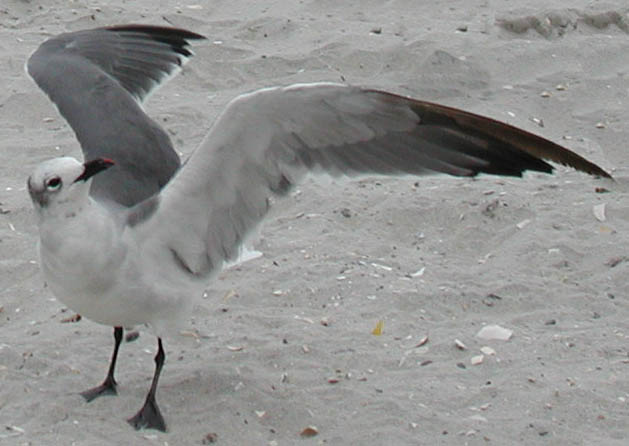
Una gavina capnegra americana, que mostra el contorn de "ala de gavina".
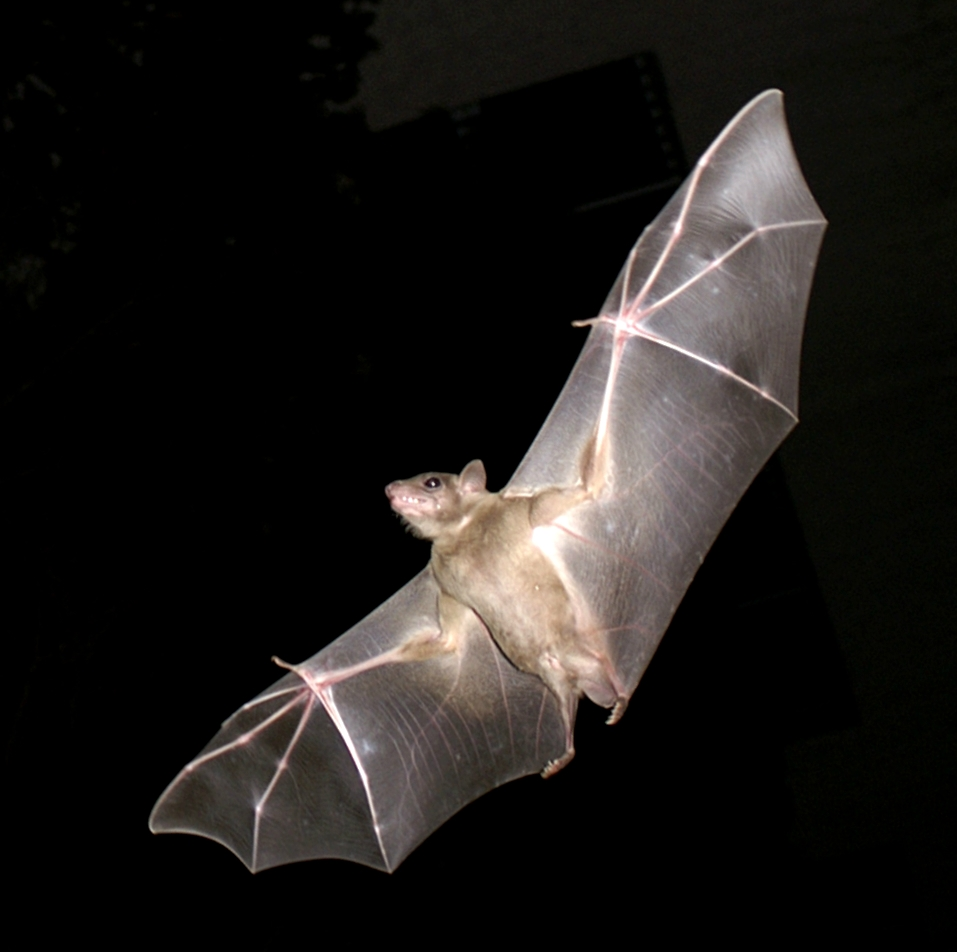
Ratpenat en vol
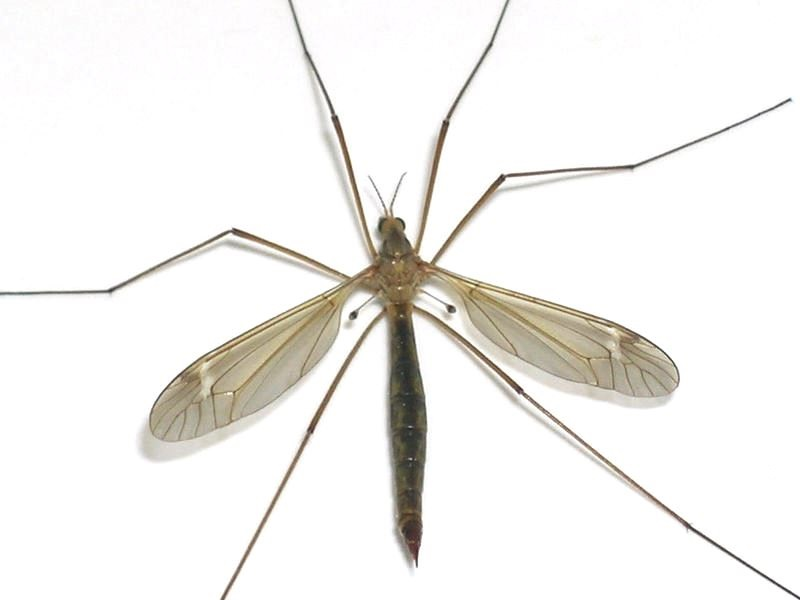
Una mosca grua, que mostra les ales posteriors reduïdes a halteris

### Estructures de tracció
L'any 1948, Francis Rogallo va inventar una ala de tracció semblant a un estel sostingut per puntals inflats o rígids, que va donar lloc a noves possibilitats per als avions. Gairebé al mateix temps, Domina Jalbert va inventar unes ales gruixudes flexibles i sense espatlla. Aquestes dues noves branques d'ales han estat àmpliament estudiades i aplicades en noves branques d'avions, alterant especialment el paisatge de l'aviació recreativa personal.